# Pony car
 (signalé en juillet 2025).
Si vous disposez d'ouvrages ou d'articles de référence ou si vous connaissez des sites web de qualité traitant du thème abordé ici, merci de compléter l'article en donnant les références utiles à sa vérifiabilité et en les liant à la section « Notes et références ».
- Archive Wikiwix
- Bing
- Cairn
- DuckDuckGo
- E. Universalis
- Gallica
- Google
- G. Books
- G. News
- G. Scholar
- Persée
- Qwant
- (zh) Baidu
- (ru) Yandex
- (wd) trouver des œuvres sur Wikidata

Pony car est une catégorie d'automobiles américaines lancée par la Ford Mustang en 1964, comme les Chevrolet Camaro, Dodge Challenger, Mercury Cougar, Plymouth Barracuda et Pontiac Firebird. « Pony » désigne un cheval de petite taille (« poney »), comme c'est le cas du Mustang, à l'origine du nom de la célèbre automobile lancée par Ford.
Financièrement abordable, compacte et stylée avec une image sportive, la pony car est construite sur la base mécanique d'une voiture compacte de grande série. Elle est équipée d'une carrosserie spécifique et propose un choix de moteurs allant du six cylindres de moyenne cylindrée (2,8 litres) au V8 de grosse cylindrée (jusqu'à 7,4 litres). Chaque client peut ainsi disposer d'une voiture adaptée à son budget ou à sa façon de conduire, avec l'apparence d'un modèle de sport exclusif.
Quand elles sont équipées de moteurs de forte puissance (des V8 en version de pointe), de suspensions renforcées et de boîtes de vitesses adaptées, les pony cars deviennent des muscle cars.

## Modèles principaux

### Ford Mustang (1964-)

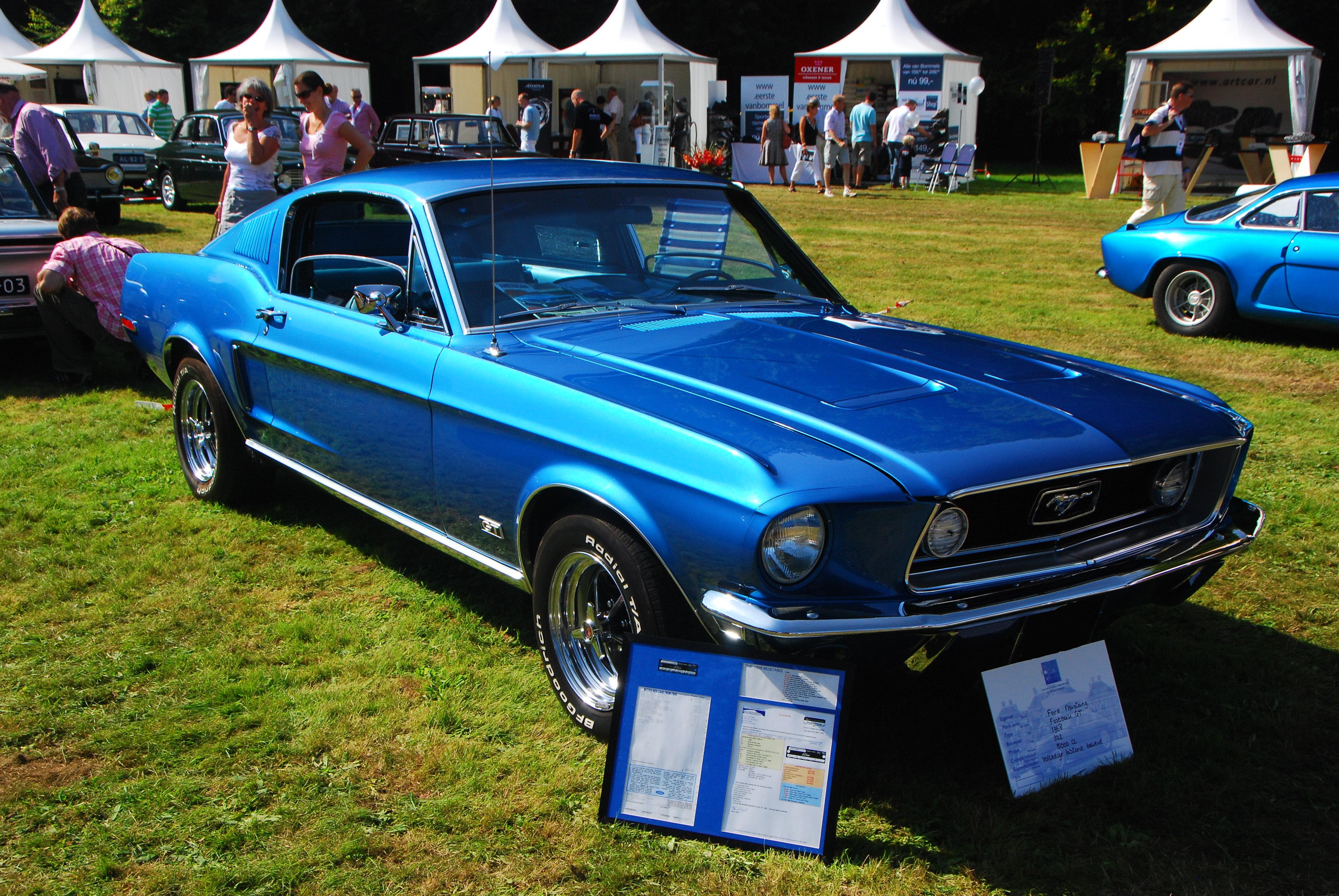
Ford Mustang fastback de 1968

Le 17 avril 1964 marque un tournant dans l'histoire de l'industrie automobile ; ce jour-là, Ford, second constructeur mondial, présente à la foire mondiale de New York sa Mustang. Ford a en quelque sorte réinventé l'automobile pour les jeunes Américains blasés par les grosses caisses lourdes et massives. Lee Iacocca, alors directeur général de la compagnie, avait depuis longtemps la vision d'une petite voiture sportive qui envahirait les rues. Au lieu de faire la énième version d'une voiture déjà existante, Ford met sur roues le concept de pony car.
Pour économiser les coûts de développement, les premières versions seront directement basées sur la Ford Falcon familiale. La Mustang est alors dotée en série d'un moteur de 6 cylindres de 2,8 L ou, en option, de V8 de 260 ci ou 289 ci. Elle est disponible en coupé ou en cabriolet. Il y a du chrome en abondance, ce qui la rend des plus attrayantes pour les jeunes. De nombreuses options sont disponibles pour agrémenter la voiture, le but étant que chacun ait une Mustang unique. Elle est alors en concurrence avec la Plymouth Barracuda sortie deux semaines plus tôt, mais qui n'aura pas l'immense succès de la Mustang.

### Chevrolet Camaro (1967-)

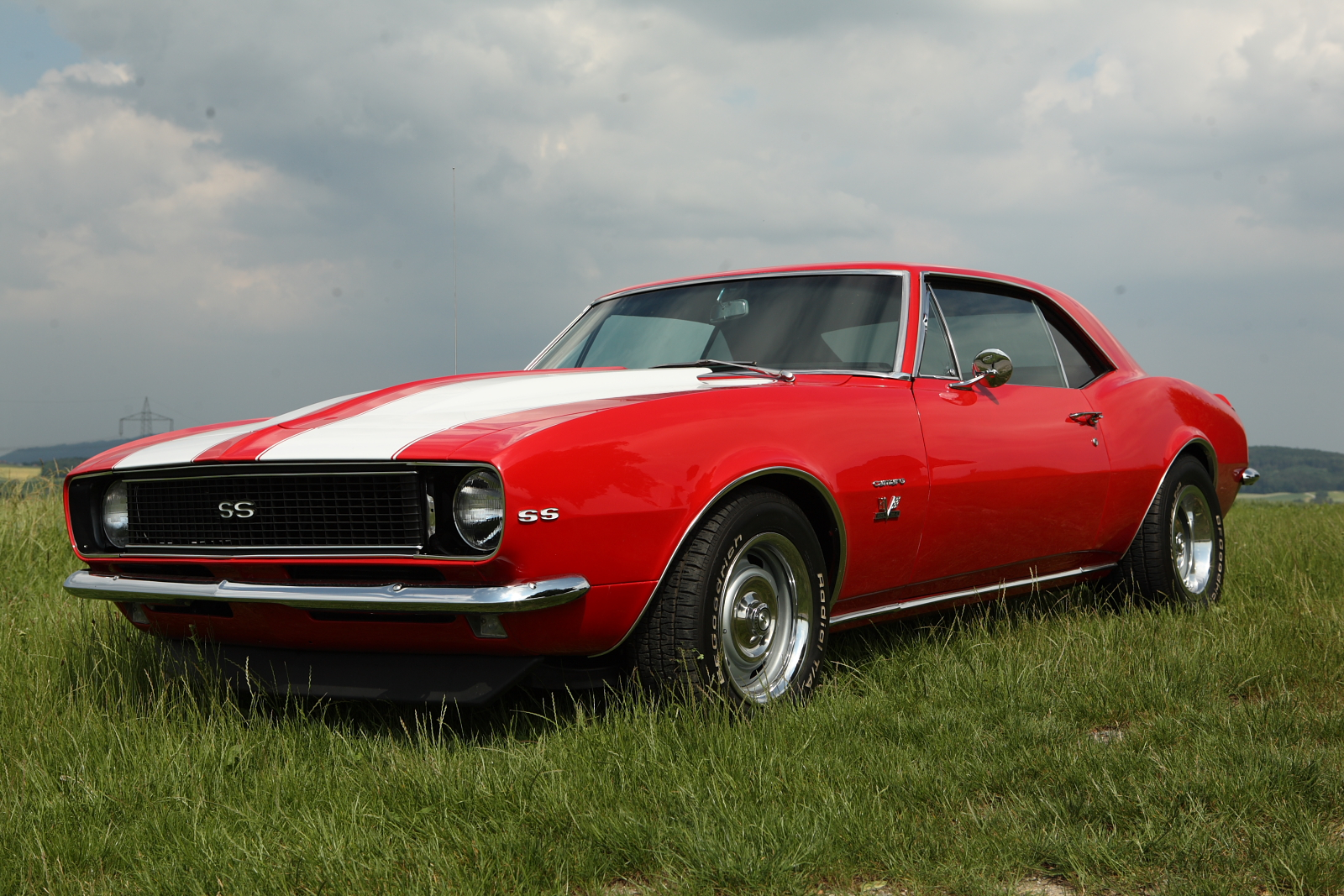
Chevrolet Camaro 1967

La Chevrolet Camaro fut construite en 1967 par General Motors pour concurrencer la Mustang. Elle a depuis connu six générations, les deux dernières en 2009 et 2016.
Lorsque Ford présente sa Mustang en avril 1964, l'état-major de GM ne se montre pas vraiment impressionné, persuadé qu'il n'existe pas de marché pour ce type de véhicule. Leurs espoirs seront de courte durée ; quatre mois seulement après son lancement, 100 000 Mustang sont sorties des chaînes de fabrication. L'ambiance à General Motors se dégrade considérablement. Il leur faut faire mieux, et vite, pour retrouver leur première place sur le marché national. Dans l'urgence, Chevrolet crée le projet XP836, surnommé « Panther ». Ses lignes très pures, exemptes de toutes fioritures, combinent harmonieusement volumes et rondeurs avec des éléments plus anguleux, un peu à l'image des plus prestigieuses productions italiennes. À sa sortie, Chevrolet précise que le nom de son nouveau modèle vient d'un mot français, « camaro », signifiant « camarade », mais Ford rétorque ironiquement que c'est le nom d'une crevette (« Camarón » veut dire « crevette » en espagnol). Chevrolet dira alors sur le même ton qu'un Camaro était « un petit animal vicieux mangeur de Mustang ».

### Dodge Challenger (1970-)

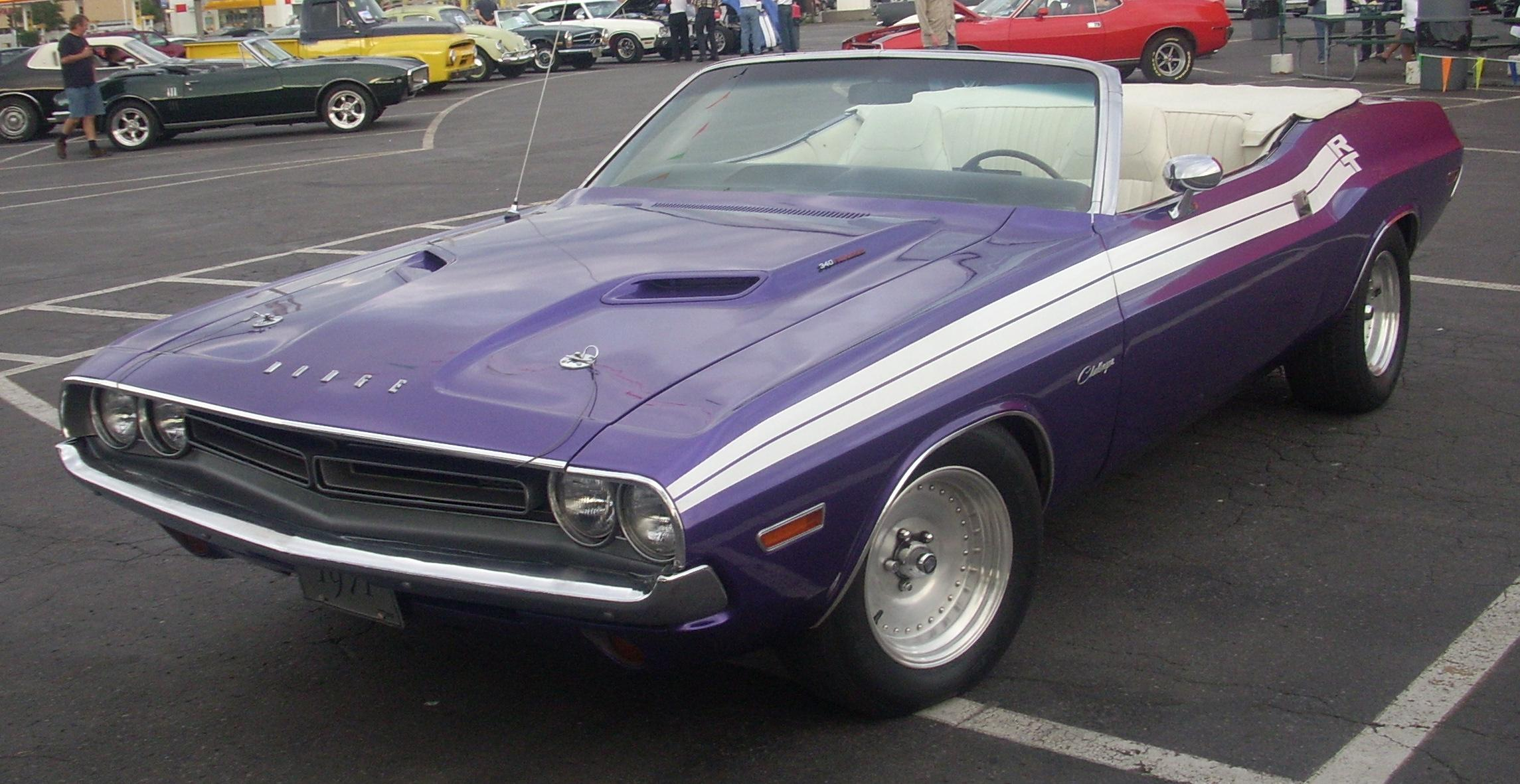
Dodge Challenger coupé 1971

« Challenger » est le nom de trois modèles de voitures de Dodge, marque appartenant à Chrysler depuis 1928.
La première Challenger est une pony car lancée en 1970, six ans après la Ford Mustang. Elle utilise un maximum de pièces communes avec la nouvelle Plymouth Barracuda, sa jumelle au sein du groupe Chrysler, dont elle partage la plate-forme Chrysler E-Body mais avec un empattement allongé de 51 mm et une carrosserie spécifique. Le dessin de la carrosserie est signé Carl « Cam » Cameron, le responsable du style extérieur ; la calandre de la Challenger 1970 s'inspire ainsi de ses propositions initiales pour la Charger, qu'il voulait doter d'un moteur turbo-compressé, ce qui explique sa ligne si caractéristique. La Challenger a été bien acceptée par le public (avec des ventes de 80 000 unités pour l'année 1970 seulement) malgré le fait qu'elle ait été critiquée par la presse et que le marché des pony car s'essoufflait déjà avant son arrivée. La puissance de ses moteurs, et donc ses performances ont été réduites. Sa production cesse avec le modèle de 1974, après une production de près de 165 500 exemplaires en cinq ans. Elle est devenue une icône de la culture automobile américaine et un modèle classique de style qui sert toujours de référence aux ingénieurs de Dodge.
L'appellation Challenger a ensuite été attribuée de 1978 à 1983 à la Mitsubishi importée du Japon par Chrysler. Enfin, l'appellation est reprise en 2008 pour le tout nouveau modèle néo-rétro que Dodge vient de lancer en 2009 pour concurrencer la Ford Mustang et la Chevrolet Camaro.

### Plymouth Barracuda (1964-1974)

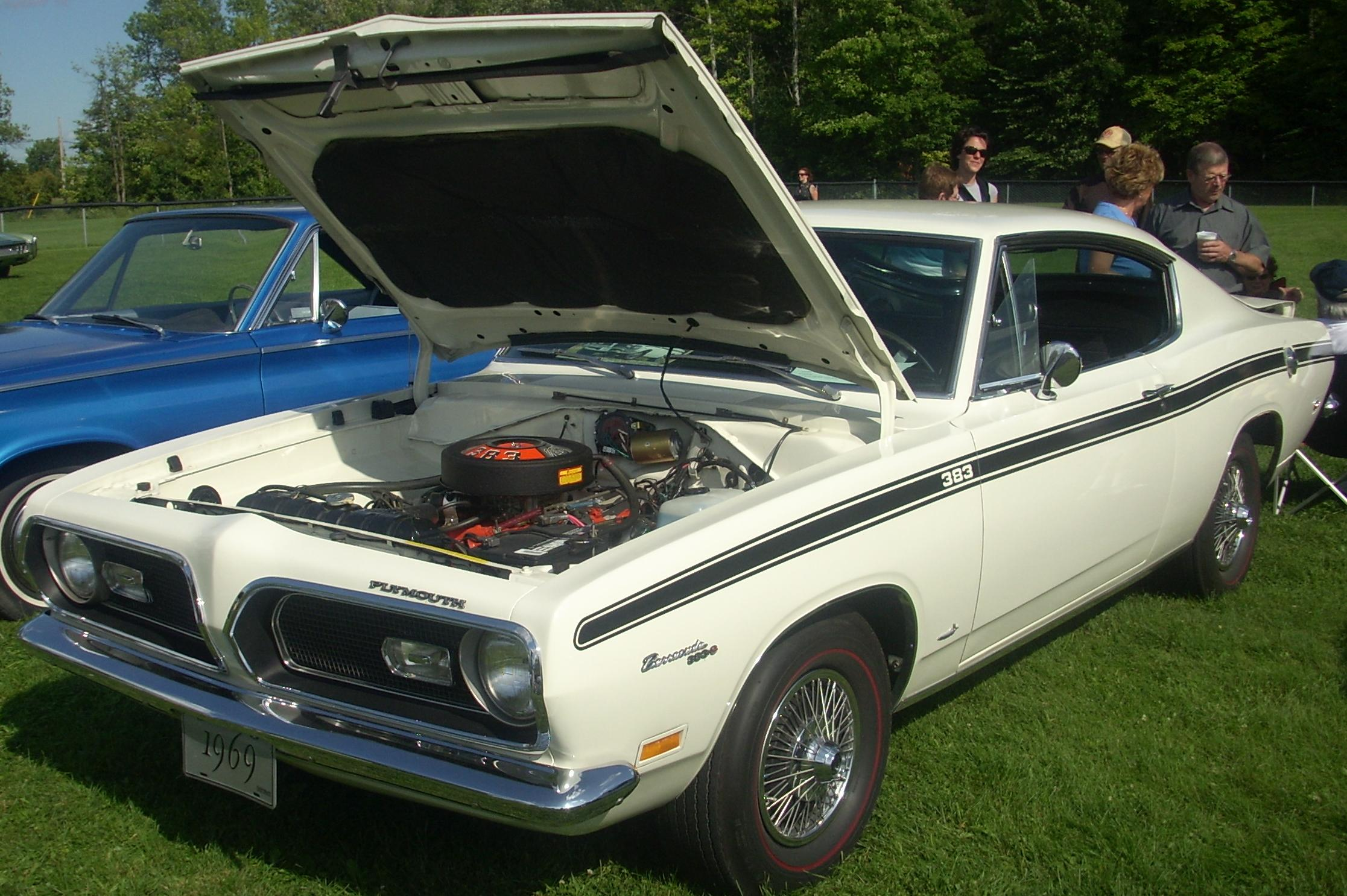
Plymouth Barracuda 1969

La Plymouth Barracuda est fabriquée par Plymouth, appartenant à Chrysler. Le premier modèle sort le 1er avril 1964, quelques semaines avant la Ford Mustang. Beaucoup disent que si elle avait eu moins de succès que la Barracuda, les Pony cars se seraient appelées « Fish cars ». Malheureusement, elle sera rapidement écrasée par la Mustang de Ford, la Camaro de Chevrolet et la Firebird de Pontiac. Elle ne connaîtra un succès qu'à partir de 1970, où elle devient un symbole de puissance.
Il y aura trois versions. La première génération (1964-1966) de la Barracuda était basée sur le châssis « A-Body » de la Plymouth Valiant. Elle était d'ailleurs vendue au départ comme une version de la Valiant, disposait des mêmes moteurs et en possédait l'insigne. La voiture aurait pu s'appeler « Panda », mais l'image de l'animal n'aurait pas donné le même attrait à une voiture qui visait un public jeune et dynamique.
La deuxième (1967-1969), bien que toujours basée sur le châssis « A-Body », est complètement redessinée. Elle est disponible en cabriolet. Plymouth décida alors d'apporter des moteurs plus puissants. Le package « Formula S » inclut une suspension renforcée, un compte-tour, des pneus larges et des décorations spécifiques.
La troisième (1970-1974) est refaite, elle n'est plus basée sur le châssis A-Body, mais sur le nouveau châssis E-Body du Challenger, il se veut plus attrayant. C'est en fait un muscle car. Cependant, les ventes ne seront jamais au niveau des précédentes. Barracuda et Cuda étaient deux concepts différents, Cuda étant la version sportive. La Cuda a continué à exister, contrairement à la Barracuda.

### Pontiac Firebird (1967-2002)

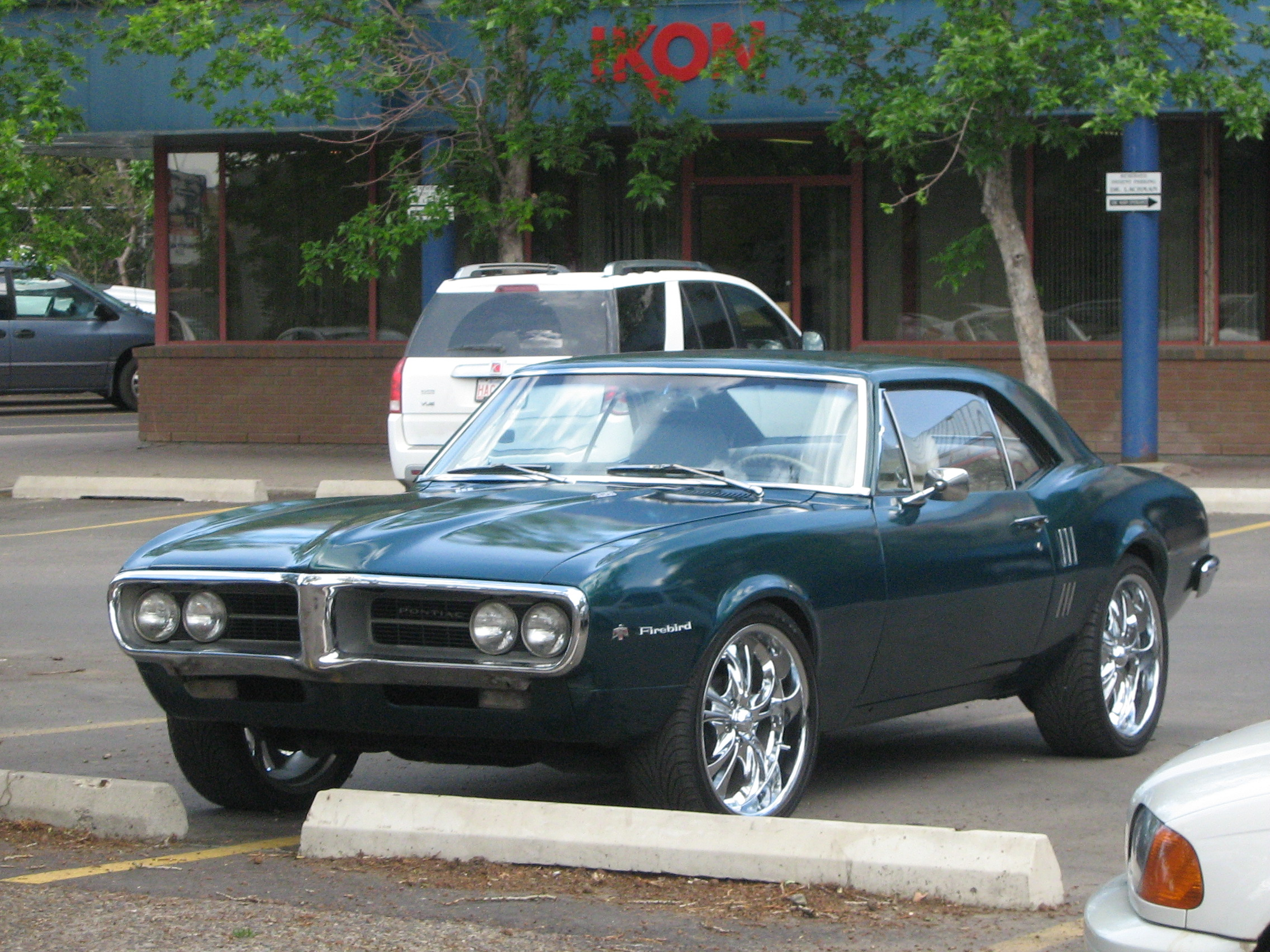
Pontiac Firebird de première génération

La Pontiac Firebird est un coupé sportif produit entre 1967 et 2002 en quatre générations distinctes. On peut la confondre avec la Camaro, dont elle est issue. Leur châssis est de type « F-Body » et des pièces sont interchangeables entre les modèles.
En 1964, Pontiac prépare un prototype, la Banshee. Elle était prévue pour offrir une alternative à la Chevrolet Corvette. Elle ressemble à la Corvette C3. Sur la Banshee, on reconnait les feux arrière de la future Firebird, de même que la calandre. John Delorean, à la tête de Pontiac, avait de grands espoirs dans cette voiture qui était prête à être produite pour concurrencer la Mustang. Malheureusement, GM craignait qu'elle puisse concurrencer la Corvette, car elle était plus performante. Le développement de la Banshee cessa en 1966. Pontiac devait néanmoins trouver une concurrente à la Ford Mustang et GM décida d'utiliser la Camaro comme base à la Firebird cinq mois après la sortie de celle-ci. La Firebird avait un style plus recherché avec un design en Coke bottle styling.
La première génération sort le 23 février 1967. Tout comme sa cousine de chez Chevrolet, elle bénéficiait de la ligne « Coke bottle ». Elle partageait de nombreuses pièces de carrosserie comme les ailes et les portes. La deuxième génération sort en 1970 : elle est remodelée mais conserve la même architecture (coque à l'arrière et faux châssis à l'avant). La conception était partagée avec la Chevrolet Camaro mais contrairement à la génération d’avant, la majorité des éléments de carrosserie étaient incompatibles. Les arcs de roues étaient ronds sur la Firebird alors que ceux de la Chevrolet étaient légèrement carrés. Le pare-chocs était fait d'une pièce moulée en PVC.
La troisième génération n'a pas grand-chose en commun avec les deux précédentes. Sa conception est différente, elle est plus légère et plus aérodynamique et en une seule partie, les phares se rabattent. La quatrième sort en 1993, encore plus profilée, plus aérodynamique avec l’avant pointu, et bien plus puissante.

### Dodge Charger (1966-)

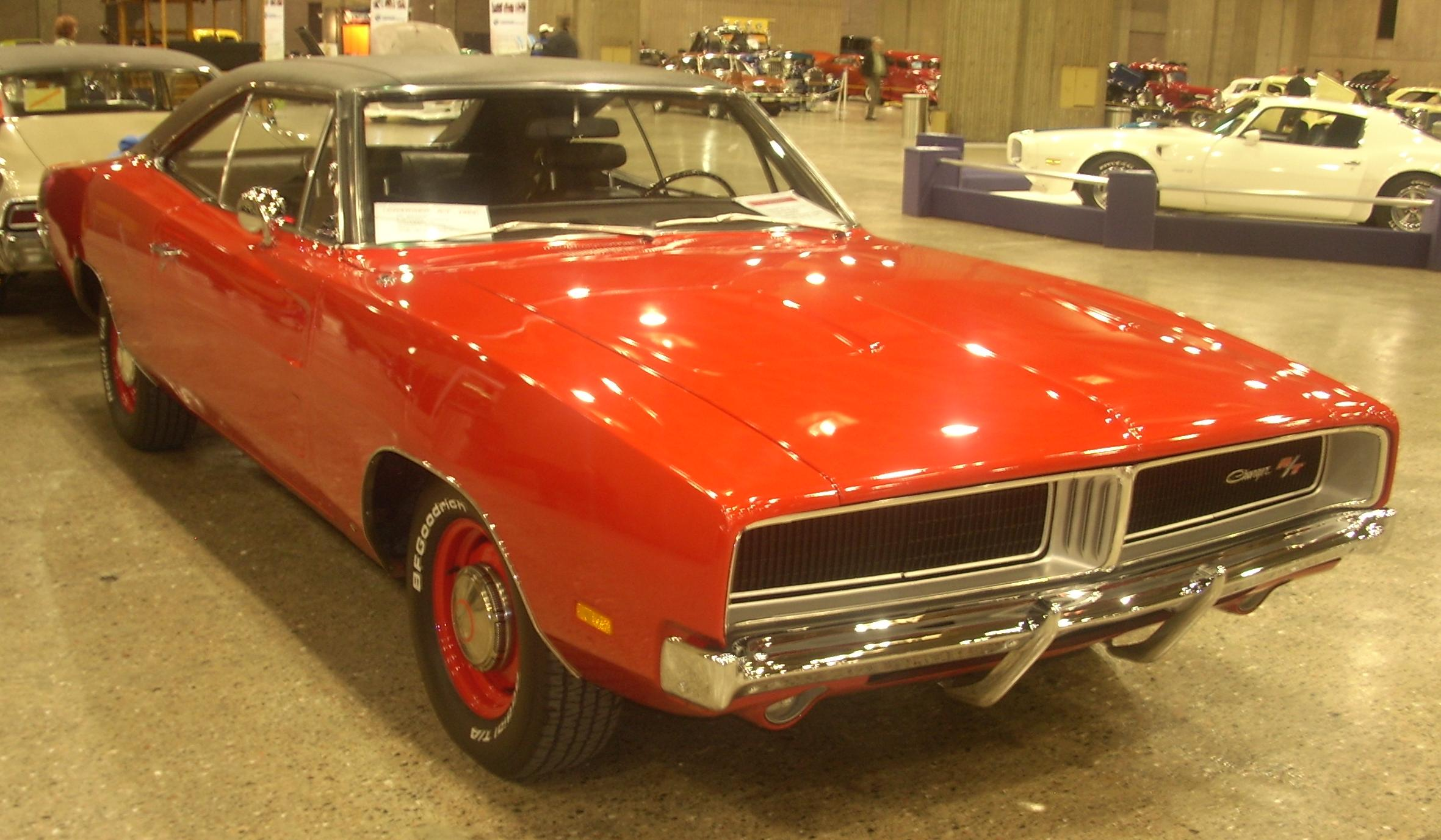
Dodge Charger de 1969

La Dodge Charger est un produit Chrysler arrivé sur le marché en 1966 sous la marque Dodge. Pony car rivale des Ford Mustang, elle est aujourd'hui considérée comme un classique de l'automobile et une référence. Son esthétique est osée et son intérieur révolutionnaire. Dès la première année-modèle 1966, et jusqu'en 1971, la Charger peut être équipée d'un moteur V8 HEMI délivrant 425 chevaux à 5 000 tr/min lui permettant de passer de 0 à 100 km/h en 5,5 secondes, cela fera une candidate pour les courses d'accélérations.
Les Charger Daytona 1969 sont les plus prisées. Pour lutter contre Ford en Nascar, Dodge a falsifié l'aérodynamique en allongeant le nez et remplacé la lunette-en-retrait par une lunette affleurante. On a aussi amélioré la stabilité à haute vitesse en lui ajoutant un aileron sur le coffre. Pour l'homologation Nascar, Dodge avait besoin de mettre sur le marché un quota de voitures. Mais sur la voiture de série, l'aileron empêchait l'ouverture du coffre : on contourna le problème avec un aileron très élevé. Cet aileron créait une turbulence à haute vitesse avec un son qui augmentait l'ivresse de la vitesse. Un nombre très limité de ces Charger Daytona quittera les usines. Certains auront le bec brisé en garant le véhicule, si elles n'ont pas été « banalisées » car la lunette affleurant est unique à ce modèle et les pièces de remplacement impossibles à trouver.
Au fil des années, la Charger a évolué jusqu'à se métamorphoser en un gros coupé sport en 1975. En 1978, la Dodge Charger cesse d'être produite, jusqu'en 2006, année de sortie d'un nouveau modèle, disponible en berline quatre-portes. En version R/T, elle est la réincarnation du muscle car. Dodge a aussi mis sur le marché la Charger SRT8 425 ch.

### Pontiac GTO (1961-)

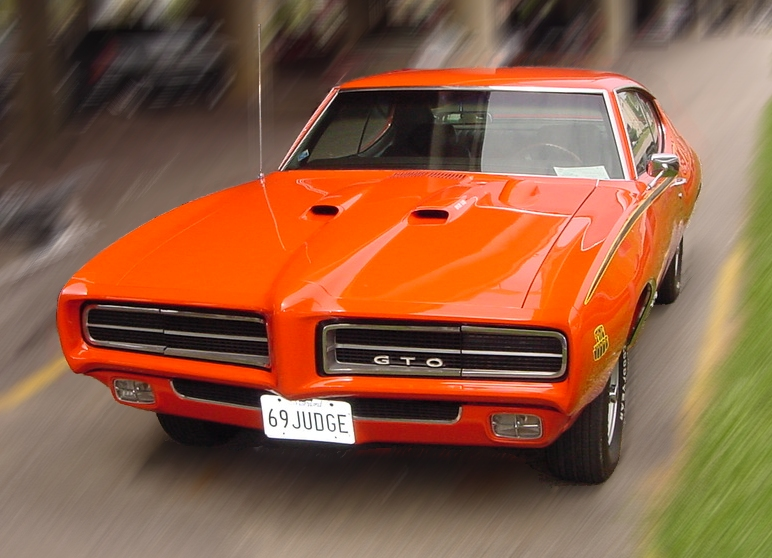
Pontiac GTO 1969

La Pontiac GTO est une sportive de la marque Pontiac de GM. Apparue comme un sous-modèle de la Pontiac LeMans, elle est la première muscle car.
En 1963, GM commence le développement de voitures de classe intermédiaire ayant un moteur de cylindrée supérieure à 8 382 cm3. Pour sauvegarder l’image de performance de la marque, Pete Estes, directeur général, et John DeLorean, ingénieur en chef, commencent à faire des expérimentations avec de puissants moteurs. Outre un gros moteur V8, la voiture reçoit une suspension et des freins plus robustes. En option, on peut choisir entre deux transmissions manuelles à quatre vitesses et une automatique à trois vitesses. Deux bouches d'aération ornent le capot. J. Wangers, responsable du budget de l’agence de publicité encourage le projet. Ayant bien étudié les besoins de la jeune clientèle par rapport à la performance et au prix abordable des voitures intermédiaires, il sait que la GTO devrait avoir du succès. Estes, DeLorean et Wangers ont caché leurs expérimentations à leurs supérieurs en prétendant développer une option au modèle LeMans, de classe supérieure. Lorsque la direction a été mise au courant, il était déjà trop tard. Sans être contre l’idée, les dirigeants de GM sont mécontents car la firme essayait de se donner une nouvelle image en se retirant de la course et la Tempest GTO illustre le contraire. Le directeur des ventes, Frank Bridges, faisant une estimation des ventes et limite la production à 5 000 GTO pour l’année 1964. L’option GTO est un succès dès les premières semaines, obligeant Pontiac à réviser ses chiffres. GM est surpris, mais ne voulant pas mettre fin à un succès, abandonne son règlement. En 1964, sont vendues 32 450 GTO.
Grâce à l’option GTO, une nouvelle gamme de voitures est née ; les muscle car. La revue Car Life, référence, teste le modèle et enregistre un 0 à 96 km/h en 4,6 secondes. La vitesse maximale est de 184 km/h.
La GTO disparaît en 1974, son nom a été redonné aujourd'hui à un coupé sport lourd.

### Chevrolet Chevelle (1964-1977)

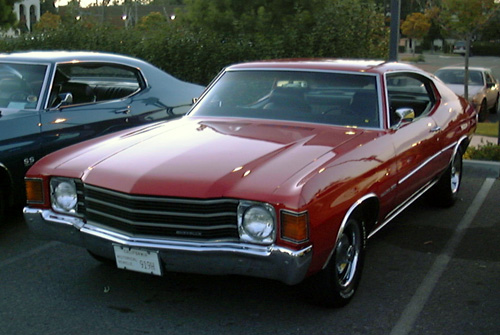
Une Chevelle de 1972

La Chevelle était une voiture de taille moyenne créée par Chevrolet en 1964 et produite jusqu'en 1977. La Chevelle variait beaucoup selon les modèles : économique pour la famille, coupés puissant, décapotables. Elle était destinée à concurrencer la Ford Fairlane.
Il y a eu deux générations de Chevelle. La première de 1964 à 1972, offrait un grand choix de carrosseries : deux en coupés, deux en cabriolet, six en familiale 4-portes, et six en Station Wagon (break), et comme moteurs : neuf V8 différents et trois L6. La deuxième génération, de 1973 à 1977, offrait comme carrosseries deux coupés, deux décapotable et quatre familiales, et comme moteurs : cinq V8 différents et un L6.
Au cours des années 1970, la Chevelle verra de nombreuses modifications de son moteur sur la base du V8 Chevrolet de 454 ci (7,5 L) développant 450 chevaux, un des moteurs les plus puissants sortis d'usine à cette époque.
Lorsque GM a rationalisé ses modèles intermédiaires en 1978, le nom Chevelle a été abandonné et les modèles ont pris le nom de Chevrolet Malibu qui était déjà la dénomination de la version la plus luxueuse de la Chevrolet Chevelle depuis 1964 (Chevelle Malibu).

### Plymouth Road Runner (1968-1980)

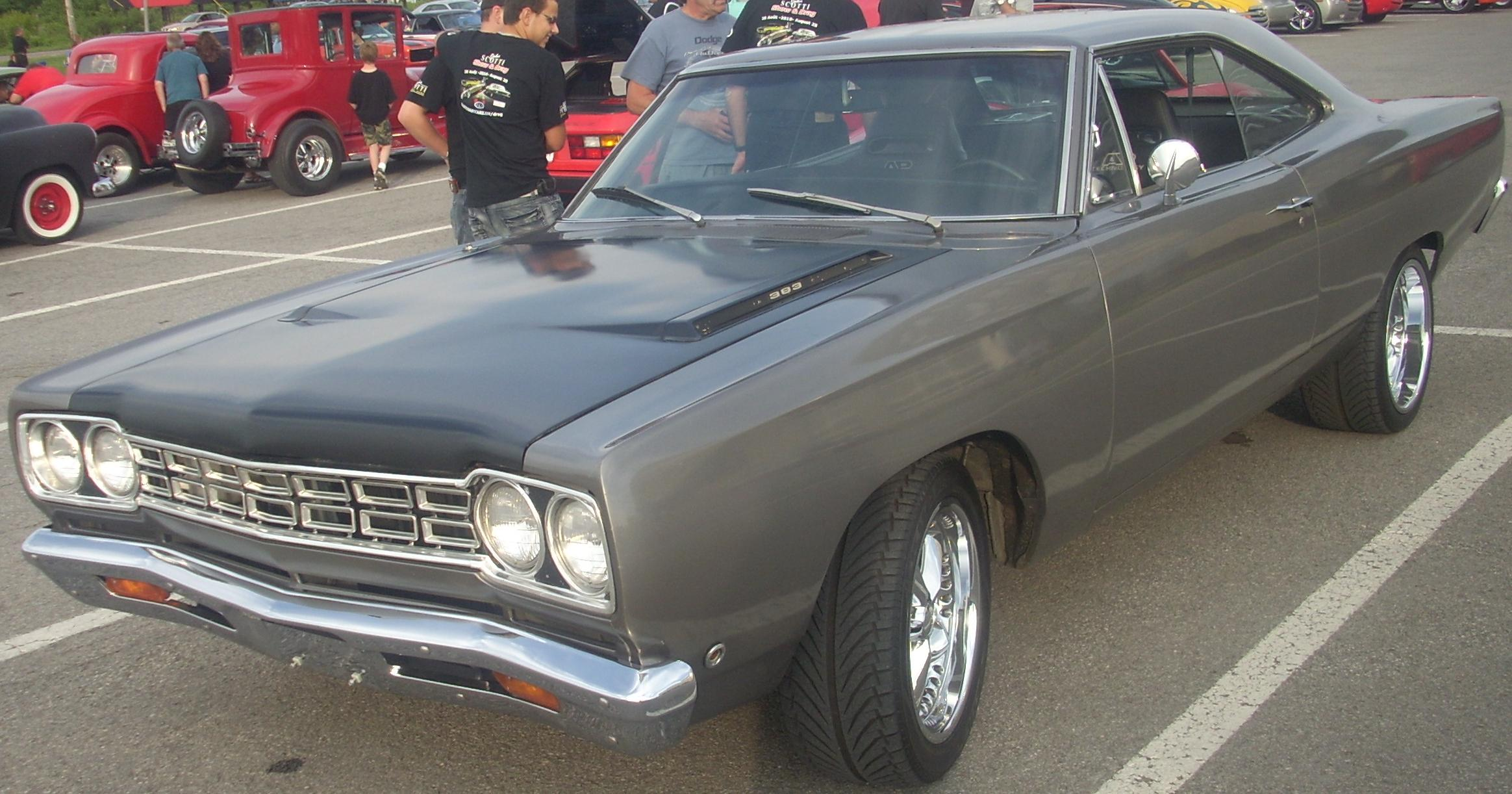
Une Road Runner de 1968

La Road Runner de Plymouth, une marque de Chrysler, a été commercialisée de 1968 à 1980 en 45 000 exemplaires (année 1968) et a connu une grande diversité de modèles. Son nom de « Road Runner » vient du célèbre dessin animé Road Runner and Wile E. Coyote (Bip Bip et Coyote). Sa plus belle époque fut celle de 1968 à 1971, années durant lesquelles elle était la plus puissante des « muscle cars » commercialisées aux États-Unis grâce à son moteur Hemi. Le plus puissant moteur que la Road Runner possédait était le Hemi 7 L de 485 ch. Ce moteur avait donné à la voiture la réputation de pouvoir parcourir les 402 mètres d'un dragstrip (piste de dragster) en 13,5 secondes.
La Road Runner est souvent confondue avec la Plymouth GTX, qui est sa version haut-de-gamme conçue sur une base de Plymouth Satellite, lui donnant une assiette plus importante. Contrairement à la Plymouth GTX, le Road Runner était conçu sur une base de Plymouth Belvedere. La Dodge Super Bee de 1968 était l’homologue du Road Runner dans la division sportive de Chrysler, Dodge.
Il existait aussi la Plymouth Superbird, un dérivé de la Road Runner conçue pour la course de stock-car (Nascar). Elle se différencie du Road Runner par son long nez et son grand aileron arrière. Cette Plymouth Superbird avait elle aussi une homologue chez Dodge, la Dodge Charger Daytona.

### Ford Torino (1968-1976)

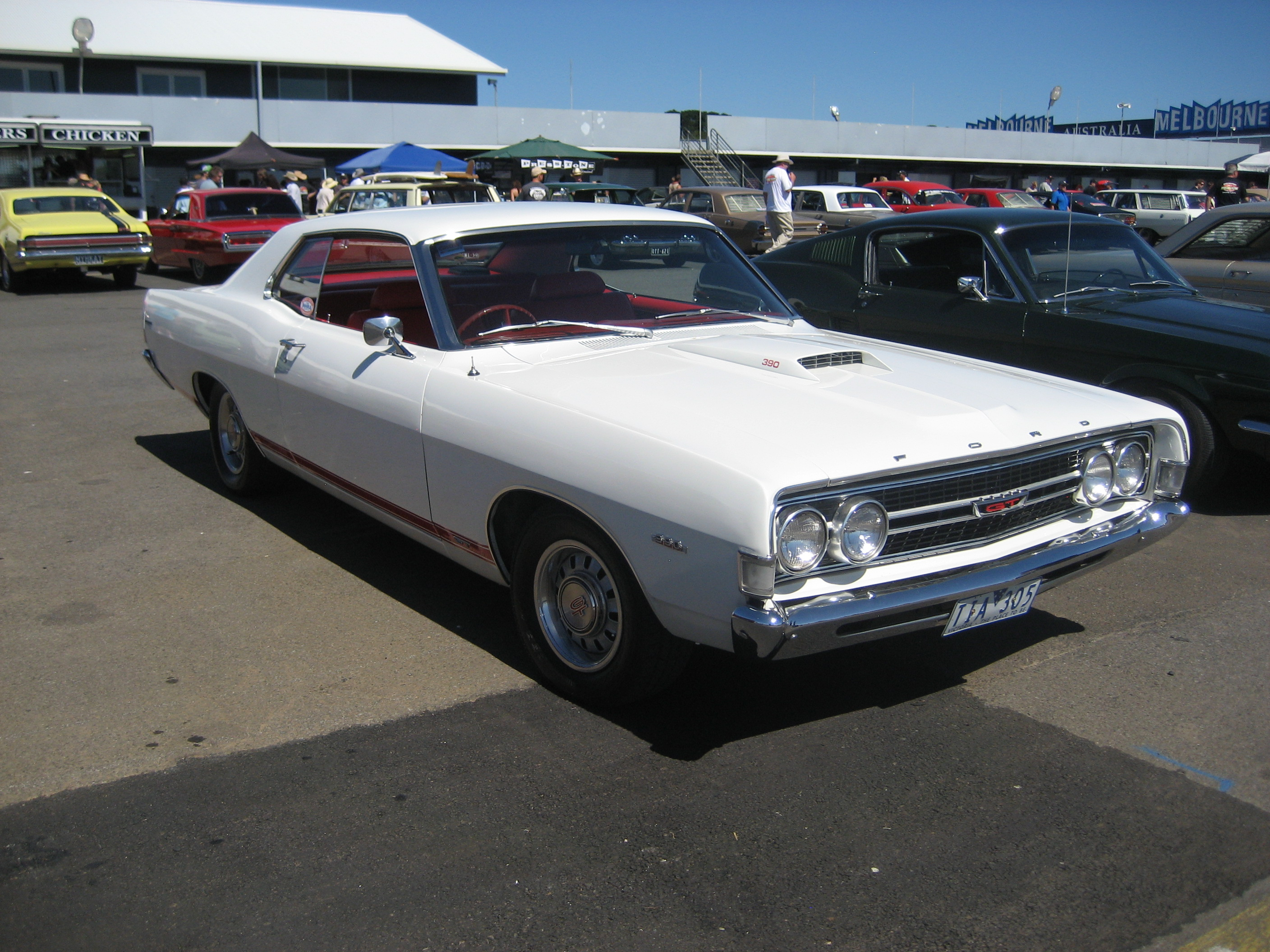
Une Torino GT de 1968

La Torino est une automobile familiale produite par Ford pour le marché nord-américain entre 1968 et 1976. Elle était disponible en deux ou quatre portes mais disposait toujours de quatre vraies places. C'est initialement un dérivé de la familiale Ford Fairlane produite de 1962 à 1970.
Les ventes de la Fairlane faiblissant, Ford décida d'en changer le nom en proposant également une finition supérieure, espérant donner un nouvel élan à leur voiture. L'idée fut bonne car les ventes remontèrent. Les premières Torino étaient des berlines de taille supérieure aux Fairlane. Les modèles Fastback et coupés disposaient d'un nouveau toit. Les feux de position étaient placés à la pointe des ailes avant et servaient de clignotants latéraux. Les modèles Fastback appelés « Sportsroof » par Ford avaient un toit qui s'étendait jusqu'au coffre. En course, cela s'avérera efficace. Mercury sortira, sur la même base, la Cyclone.
Les Fairlane/Torino étaient construites sur un châssis monocoque, comme les Fairlane de 1967, avec la même suspension. Les véhicules équipés de V8 pouvaient être dotés d'une suspension renforcée et de barres anti-rapprochement.. À l'origine, toutes les voitures étaient équipées de freins à tambour, mais des freins à disques étaient proposés en option, de même qu'une direction assistée. La Torino GT avait des sièges baquets, une console centrale, des emblèmes spécifiques et des décorations extérieures.
La voiture eut de bonnes critiques dans la presse américaine. Car Life testa une Torino GT équipée d'un V8 de 390 ci et mesura le 0 à 100 km/h en 7,7 secondes. Le magazine Motor Trend la qualifia de très maniable et faite pour les virages.

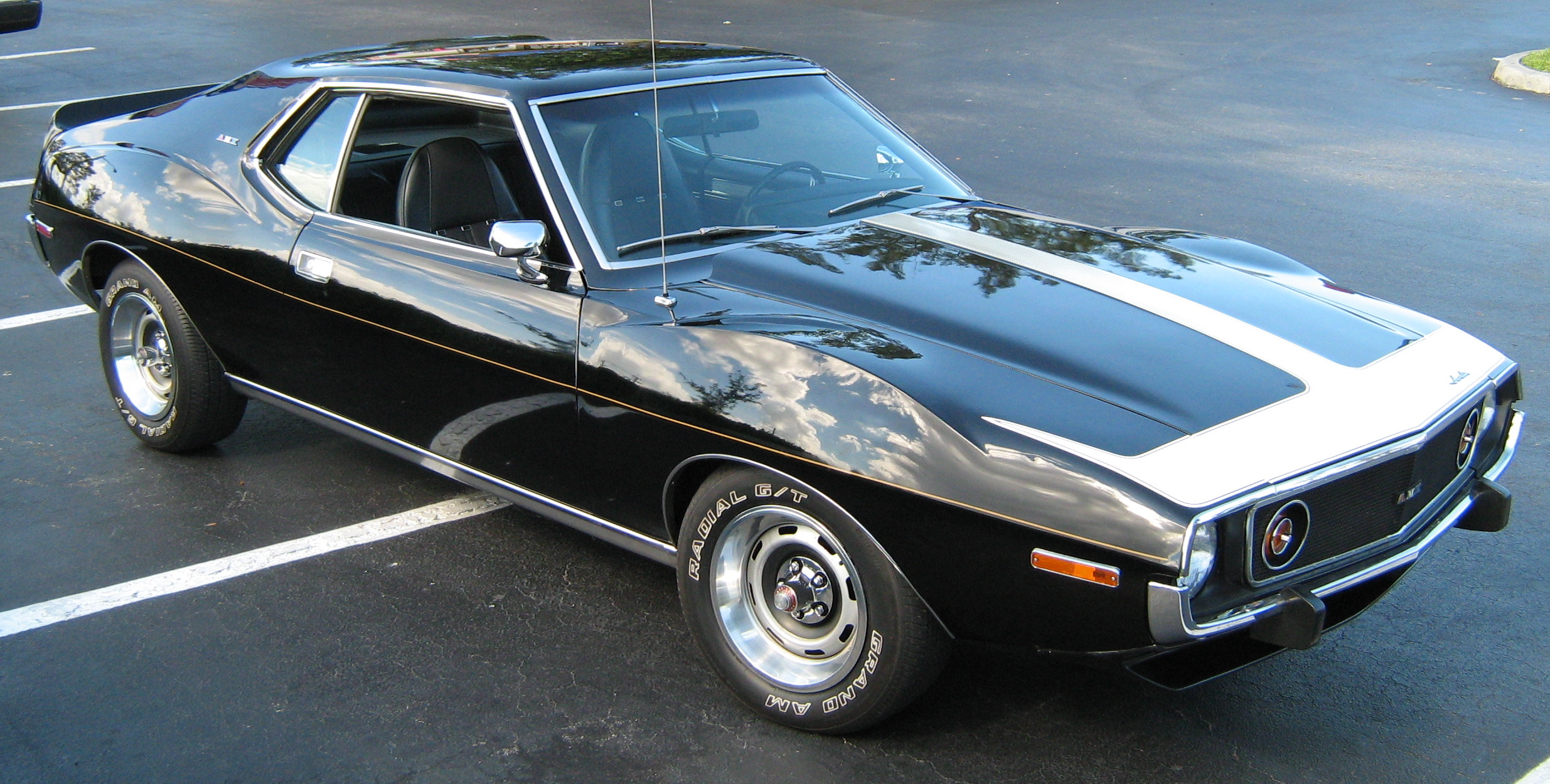
L'AMC Javelin est à la fois classée dans les Pony cars et les Muscle cars

## Autres Pony cars
- AMC Javelin
- Mercury Cougar
- Mercury Montego
- Oldsmobile 442
- AMC AMX
- Dodge Super Bee